# Амір Хоссейн Заре
Амір Хоссейн Заре (перс. امیرحسین زارع; нар. 16 січня 2001) — іранський борець вільного стилю, срібний та бронзовий призер Олімпійських ігор, дворазовий чемпіон світу, чемпіон Азії, чемпіон Азійських ігор.

## Життєпис
Він почав з традиційної іранської боротьби, якою займалися його батько та його дядько. У 2018 році здобув срібну медаль на літніх юнацьких Олімпійських іграх. Того ж року став чемпіоном Азії та світу серед кадетів. Наступного року виграв чемпіонат Азії серед юніорів та став срібним призером чемпіонату світу серед юніорів. Того ж року став чемпіоном світу серед молоді.
У 2021 році тренери національної збірної Ірану довірили йому виступити на літніх Олімпійських іграх 2020 року в Токіо. У першому раунді Заре здолав українського борця Олександра Хоцянівського з рахунком 7:0. У чвертьфіналі переміг косовара Егзона Шалу з рахунком 13:2. У півфіналі зустрівся з Гено Петріашвілі з Грузії і поступився з рахунком 3:6. У поєдинку за бронзову медаль був сильнішим за представника Китаю Дена Чживея (5:0).

## Спортивні результати на міжнародних змаганнях

### Виступи на Олімпіадах
| Змагання                    | Збірна | Вагова категорія           | Місце  |
| --------------------------- | ------ | -------------------------- | ------ |
| Літні Олімпійські ігри 2020 | Іран   | вільна боротьба, до 125 кг | Бронза |
| Літні Олімпійські ігри 2024 | Іран   | вільна боротьба, до 125 кг | Срібло |

### Виступи на Чемпіонатах світу
| Змагання                        | Збірна | Вагова категорія           | Місце  |
| ------------------------------- | ------ | -------------------------- | ------ |
| Чемпіонат світу з боротьби 2021 | Іран   | вільна боротьба, до 125 кг | Золото |
| Чемпіонат світу з боротьби 2022 | Іран   | вільна боротьба, до 125 кг | Бронза |
| Чемпіонат світу з боротьби 2023 | Іран   | вільна боротьба, до 125 кг | Золото |

### Виступи на Чемпіонатах Азії
| Змагання                       | Збірна | Вагова категорія           | Місце  |
| ------------------------------ | ------ | -------------------------- | ------ |
| Чемпіонат Азії з боротьби 2024 | Іран   | вільна боротьба, до 125 кг | Золото |

### Виступи на Азійських іграх
| Змагання           | Збірна | Вагова категорія           | Місце  |
| ------------------ | ------ | -------------------------- | ------ |
| Азійські ігри 2022 | Іран   | вільна боротьба, до 125 кг | Золото |

### Виступи на інших змаганнях
| Змагання                                    | Збірна | Вагова категорія           | Місце  |
| ------------------------------------------- | ------ | -------------------------- | ------ |
| Турнір Аланії з боротьби 2019               | Іран   | вільна боротьба, до 125 кг | Бронза |
| Клубний чемпіонат світу з боротьби 2019     | Іран   | команда                    | Золото |
| Меморіал Маттео Пелліконе 2020              | Іран   | вільна боротьба, до 125 кг | Золото |
| Меморіал Вацлава Циолковського 2021         | Іран   | вільна боротьба, до 125 кг | Золото |
| Меморіал Болата Турлиханова 2022            | Іран   | вільна боротьба, до 125 кг | Золото |
| Відкритий чемпіонат Загреба з боротьби 2023 | Іран   | вільна боротьба, до 125 кг | Золото |
| Відкритий чемпіонат Загреба з боротьби 2024 | Іран   | вільна боротьба, до 125 кг | Золото |

### Виступи на змаганнях молодших вікових груп
| Змагання                                      | Збірна | Вагова категорія           | Місце  |
| --------------------------------------------- | ------ | -------------------------- | ------ |
| Літні юнацькі Олімпійські ігри 2018           | Іран   | вільна боротьба, до 110 кг | Срібло |
| Чемпіонат світу з боротьби серед кадетів 2018 | Іран   | вільна боротьба, до 110 кг | Золото |
| Чемпіонат Азії з боротьби серед кадетів 2018  | Іран   | вільна боротьба, до 110 кг | Золото |
| Чемпіонат світу з боротьби серед юніорів 2019 | Іран   | вільна боротьба, до 125 кг | Срібло |
| Чемпіонат Азії з боротьби серед юніорів 2019  | Іран   | вільна боротьба, до 125 кг | Золото |
| Чемпіонат світу з боротьби серед молоді 2019  | Іран   | вільна боротьба, до 125 кг | Золото |